# Карлаццо
Карлаццо (итал. Carlazzo) — коммуна в Италии, находится в регионе Ломбардия, подчиняется административному центру Комо.
Население составляет 2692 человека, плотность населения составляет 224 чел./км². Занимает площадь 12 км². Почтовый индекс — 22010. Телефонный код — 0344.
Покровителем коммуны почитается святой апостол Иаков Зеведеев, празднование 25 июля.